# Агнес фон Вайблинген
Агнес фон Вайблинген (на немски: Agnes von Waiblingen; * края на 1072, † 24 септември 1143, манастир Клостернойбург) от фамилията на Салиите, е херцогиня на Швабия и маркграфиня на Австрия.

## Биография
Тя е втората дъщеря на император Хайнрих IV (1050 – 1106) и Берта Савойска (1051 – 1087). Нейният брат е император Хайнрих V (1086 – 1125). Името си тя има от Агнес Поатиенска, нейната баба.
На 24 март 1079 г., на 7-годишна възраст, Агнес е сгодена за херцог Фридрих I фон Швабия (1050 – 1105) от род Хоенщауфен. Бракът се състои през 1086 г. След смъртта на Фридрих през 1105 г. нейният брат император Хайнрих V я омъжва през 1106 г. за Свети Леополд III (1073 – 1136), маркграф на Австрия от род Бабенберги.
Тя е погребана, както нейния втори съпруг Леополд III, в манастир Клостернойбург, основан от двамата.

## Деца
Агнес и херцог Фридрих I фон Швабия имат единадесет деца:
- Хайлика († сл. 1110) ∞ Фридрих III фон Ленгенфелд († 3 април 1119)
- Бертрада (Берта) (* 1088/89, † сл. 1120/пр. 1142)

1. ∞ граф Адалберт фон Равенщайн († ок. 1121), граф на Елхинген и Иренберг
2. ∞ граф Хайнрих фон Берг-Айхелберг († пр. 1138)

- Фридрих II Едноки (* 1090, † 1147) херцог на Швабия 1105 – 1147

1. ∞ 1119/1121 Юдит от Бавария, дъщеря на херцог Хайнрих Черния (Велфи)
2. ∞ 1132/1133 Агнес от Саарбрюкен, дъщеря на граф Фридрих I в Сааргау

- Хилдегардис
- Конрад III (* 1093, † 1152) херцог на Франкония 1116 – 1120, немски крал 1138 – 1152

1. ∞ 1115 Гертруда фон Комбург, дъщеря на граф Хайнрих фон Ротенбург
2. ∞ пр. 1134 Гертруда фон Зулцбах († 1146), дъщеря на граф Беренгар I фон Зулцбах
3. извънбрачна връзка с Герберга liberrimae conditionis

- Гизелхилдис (Гизела)
- Хайнрих († пр. 1102)
- Беатрикс, основава 1146 манастир Михаелщайн
- Кунигунда (Куница) ∞ херцог Хайнрих
- София ∞ граф Адалберт
- Фидес (Гертруд), 1136 – 1182 доказана, ∞ Херман фон Щалек († 2 октомври 1156 в Ебрах)

Агнес и Свети Леополд III имат децата:
- Хайнрих II Язомиргот (* 1107, † 1177), 1. херцог на Австрия (1156 – 1177), херцог на Бавария
- Леополд IV (* 1108, † 1141), херцог на Бавария (1139 – 1141), маркграф на Австрия (1136 – 1141)
- Берта († 1150) ∞ бургграф Хайнрих III фон Регенсбург († 1174)
- Агнес († 1160/63) ∞ полския княз Владислав II Изгнаник († 1159)
- Ернст († сл. 1137)
- Ото от Фрайзинг (* 1112, † 1158), епископ на Фрайзинг и историк
- Конрад II, епископ на Пасау 1148 – 1164, архиепископ на Залцбург 1164 – 1168 (* 1115, † 1168)
- Елизабет († 1143) ∞ Херман II фон Винценбург 1123 маркграф на Майсен († 1152)
- Гертруда († 1151) ∞ крал Владислав II († 1175) от Бохемия (1158 – 1172) (Пршемисловци)
- Юдит (* 1115, † 1169) ∞ 1133 г. маркграф Вилхелм V Монфератски († 1191) (Алерамичи